# التون ميرينغ
التون ميرينغ (بالإنجليزية: Alton Meiring)‏ (5 مارس 1976 بكيب تاون في جنوب أفريقيا - ) هو لاعب كرة قدم جنوب أفريقي في مركز الهجوم. لعب مع ماميلودي صن داونز وموروكا سوالوز ومانينغ رانغيرز ‏ ونادي جومو كوزموز ولمونتفيل غولدن أروز ‏ ونادي هيلانك وبلاتينيوم ستارز ‏ ونادي أمازولو.

## روابط خارجية
- التون ميرينغ على موقع قاعدة بيانات كرة القدم.إي يو (الإنجليزية)
- التون ميرينغ على موقع ناشيونال فوتبول تيمز (الإنجليزية)